# Sounds of the Universe
Sounds of the Universe (з англ. «Звуки всесвіту») — дванадцятий студійний альбом британського гурту Depeche Mode, реліз якого відбувся 20 квітня 2009 в Європі і 21 квітня 2009 в США і Канаді. На підтримку альбому гурт вирушив в концертний тур під назвою «Tour of the Universe».

## Огляд
Про те, що Depeche Mode повертаються в студію для запису нового альбому стало відомо ще в серпні 2007, під час розкрутки сольного альбому Hourglass фронтмена гурту Дейва Гаана. У цей час Мартін Гор у своїй домашній студії у Санта-Барбарі працював над новими піснями. У травні 2008 гурт розпочав запис свого дванадцятого студійного альбому.
Альбом записаний в Санта-Барбарі і Нью-Йорку; як і попередня платівка Playing the Angel (2005), Sounds of the Universe спродюсований Беном Хіллером. У записі використано велику кількість аналогових синтезаторів, багато з яких купувалися Мартіном Гором на eBay. Деякі являють собою справжні раритети. Під час студійних сесій гурт регулярно публікував на своєму офіційному сайті короткі відео-звіти про виконану роботу, зняті Ендрю Флетчером. 
Учасники гурту говорять, що запис альбому був дуже продуктивним. Загалом було записано понад 20 демо-пісень, і за словами Depeche Mode було важко вибрати пісні для нового альбому. Композиції «Light», «The Sun and The Moon and The Stars», «Ghost», «Esque» і «Oh Well», які не потрапили в основний трек-лист, були включені в спеціальне видання.
Також як і на попередньому альбомі Playing the Angel, Дейв Гаан разом з Крістіаном Айгнером і Ендрю Філлпоттом написав три пісні: «Hole to Feed», «Come Back» і «Miles Away/The Truth Is». «Spacewalker» і бонус-трек «Esque» є інструментальними композиціями. Мартін Гор є основним вокалістом у пісні «Jezebel» і бонус-треку «The Sun and the Moon and the Stars». Бі-сайд «Oh Well» написаний Дейвом Гаан в співавторстві з Мартіном Гором.
На прес-конференції 6 жовтня 2008 в Берліні гурт анонсував світове турне «Tour of the Universe», яке охоплювало понад 50 міст в 23 країнах. Концертний тур стартував 10 травня 2009 на стадіоні Рамат-Ган в Ізраїлі.
Офіційна назва нового альбому Sounds of the Universe була оголошена 15 січня 2009 на офіційному вебсайті гурту. Реліз дванадцятого студійного альбому відбувся 20 квітня 2009 в Європі і 21 квітня 2009 в США і Канаді. З альбому були випущені три сингли: «Wrong», «Peace» і «Fragile Tension/Hole to Feed». Також композиція «Perfect» була випущена як промо-сингл в США.

## Концепція альбому
Sounds of the Universe можна розглядати як концептуальний альбом, як з точки зору лірики, так і звуку. Для запису композицій учасники гурту використовували аналогові синтезатори та раритетні драм-машини, тим самим створивши незвичайне ретро-футуристичне звучання. На відміну від попереднього альбому Playing the Angel, Sounds of the Universe має менш різкий і агресивний саунд, віддавши перевагу розміренішим і спокійнішим мелодіям. Завдяки дисгармонійним синтетичним звукам, атональним ритмам і гітарним рифам Depeche Mode вдалося створити тужливе, холодне і космічне звучання. У ліриці зачіпаються проблеми релігії і взаємини людей («Hole to Feed», «Jezebel»), переосмислення життя («Wrong», «Peace», «Perfect»), а також є відсилання до спіритуализму в композиціях «Fragile Tension» і «Little Soul». Самі музиканти кажуть про свою роботу як про еклектичну і енергійну, саму сліпучу і різноманітну за останнє десятиліття.

## Трек-лист
Автор музики і слів Martin L. Gore, except where noted. All lead vocals by Dave Gahan, except where noted. 
| #   | Назва                                                                | Автор                                          | Lead Vocals    | Тривалість |
| --- | -------------------------------------------------------------------- | ---------------------------------------------- | -------------- | ---------- |
| 1.  | «In Chains»                                                          |                                                |                | 6:53       |
| 2.  | «Hole to Feed»                                                       | Dave Gahan, Christian Eigner, Andrew Phillpott |                | 3:59       |
| 3.  | «Wrong»                                                              |                                                |                | 3:13       |
| 4.  | «Fragile Tension»                                                    |                                                |                | 4:09       |
| 5.  | «Little Soul»                                                        |                                                | Gahan and Gore | 3:31       |
| 6.  | «In Sympathy»                                                        |                                                |                | 4:54       |
| 7.  | «Peace»                                                              |                                                |                | 4:29       |
| 8.  | «Come Back»                                                          | Gahan, Eigner, Phillpott                       |                | 5:15       |
| 9.  | «Spacewalker»                                                        |                                                | instrumental   | 1:53       |
| 10. | «Perfect»                                                            |                                                |                | 4:33       |
| 11. | «Miles Away/The Truth Is»                                            | Gahan, Eigner, Phillpott                       |                | 4:14       |
| 12. | «Jezebel»                                                            |                                                | Gore           | 4:41       |
| 13. | «Corrupt» (includes a hidden track "Interlude #5", starting at 8:16) |                                                |                | 8:59       |

| Japanese edition bonus track | Japanese edition bonus track | Japanese edition bonus track | Japanese edition bonus track |
| #                            | Назва                        | Автор                        | Тривалість                   |
| ---------------------------- | ---------------------------- | ---------------------------- | ---------------------------- |
| 14.                          | «Oh Well»                    | Gore, Gahan                  | 5:59                         |

| iTunes Store bonus track | iTunes Store bonus track            | iTunes Store bonus track | iTunes Store bonus track |
| #                        | Назва                               | Автор                    | Тривалість               |
| ------------------------ | ----------------------------------- | ------------------------ | ------------------------ |
| 14.                      | «Oh Well» (Black Light Odyssey Dub) | Gore, Gahan              | 5:02                     |

| iTunes Store deluxe edition bonus tracks | iTunes Store deluxe edition bonus tracks            | iTunes Store deluxe edition bonus tracks | iTunes Store deluxe edition bonus tracks |
| #                                        | Назва                                               | Автор                                    | Тривалість                               |
| ---------------------------------------- | --------------------------------------------------- | ---------------------------------------- | ---------------------------------------- |
| 14.                                      | Untitled                                            | Gore, Gahan                              |                                          |
| 15.                                      | «Oh Well» (Black Light Odyssey Dub)                 |                                          | 5:02                                     |
| 16.                                      | «Jezebel» (SixToes Remix)                           |                                          | 5:31                                     |
| 17.                                      | «Little Soul» (Thomas Fehlmann Flowing Ambient Mix) |                                          | 9:19                                     |
| 18.                                      | «In Chains» (Minilogue's Earth Remix)               |                                          | 7:53                                     |
| 19.                                      | «Wrong» (music video)                               |                                          | 3:23                                     |
| 20.                                      | «Sounds of the Universe – A Short Film» (video)     |                                          | 10:05                                    |